# سيرجي شيروبوكوف
سيرغي شيروبوكوف (11 فبراير 1999، أودمورتيا، روسيا) رياضي الروسية متخصص في سباق المشي. بطل روسيا على مسافة 20 كم (2016). بطل العالم بين الصغار من عام 2015. ماجستير في الرياضة في روسيا.

## السيرة الذاتية
أول من أعلن عن نفسه في سن 16، عندما أصبح الثاني على التفوق روسيا بين الشباب في المشي 10، 000 متر. بعد أن فاز صغار بطولة العالم في كولومبيا مدينة كاليمتقدما على الصيني تشانغ Tsuna بفضل النهائي طفرة.
في بطولة روسيا على الأقدام من عام 2016 تقترب من 20 كم بين البالغين، حيث فاز غير متوقعة النصر بنتيجة 1:22.31. كانت أول بداية سيرجي في مسافة معينة. في سن 17 سنة أصبح أصغر بطل روسيا على رياضة المشي في تاريخ المسابقة.
القطارات في سارانسك في مدينة الأولمبية إعداد على رياضة المشي.

## النتائج الرئيسية
| العام | البطولة                 | الموقع            | الانضباط       | مكان | النتيجة  |
| ----- | ----------------------- | ----------------- | -------------- | ---- | -------- |
| 2015  | بطولة العالم            | كالي، كولومبيا    | المشي 10,000 م | 1    | 42.24,41 |
| 2016  | بطولة روسيا على الأقدام | تشيبوكساري، روسيا | المشي 20 كم    | 1    | 1:22.31  |

## وصلات خارجية
- سيرجي شيروبوكوف على موقع الاتحاد الدولي لألعاب القوى (الإنجليزية)
- Профиль Сергея Широбокова نسخة محفوظة 17 أغسطس 2017 على موقع واي باك مشين. на сайте all-athletics.com
- Профиль Сергея Широбокова на сайте Европейской легкоатлетической ассоциации